# 宇宙論 (アリストテレス)
『宇宙論』（うちゅうろん）あるいは『宇宙について』（うちゅうについて、希: Περὶ Κόσμου, 羅: De Mundo, 英: On the Universe）とは、アリストテレス名義の自然学著作の1つ。偽作であるという見方が一般的である。
伝統的に、『自然学』『天体論』『生成消滅論』『気象論』といった宇宙・地球・気象に関する自然学書4書に次ぐ位置に収録されてきた。

## 構成
全7章から成る。
- 第1章 - 序説
- 第2章 - 宇宙の諸元素 --- アイテール、火および空気
- 第3章 - 宇宙の諸元素（つづき） --- 大地（陸）と海
- 第4章 - 自然現象 --- 気象と地震
- 第5章 - 宇宙における神の位置
- 第6章 - 神について
- 第7章 - 神への讃歌

## 日本語訳
- 『アリストテレス全集5　宇宙論』 岩波書店、1969年
- 『新版 アリストテレス全集6　宇宙について』 岩波書店、2015年